# Taquarana (ort)
Taquarana är en ort i Brasilien.   Den ligger i kommunen Taquarana och delstaten Alagoas, i den östra delen av landet, 1 400 km nordost om huvudstaden Brasília. Taquarana ligger 242 meter över havet och antalet invånare är 5 288.
Terrängen runt Taquarana är platt åt sydost, men åt nordväst är den kuperad. Terrängen runt Taquarana sluttar söderut. Närmaste större samhälle är Cajueiro, 9,5 km sydost om Taquarana.
Omgivningarna runt Taquarana är huvudsakligen savann. Runt Taquarana är det ganska tätbefolkat, med 100 invånare per kvadratkilometer.